# Andrea Fernández
Andrea Fernández Benéitez (Valencia de Don Juan, León; 20 de octubre de 1992) es una abogada y política española, diputada por León en el Congreso de los Diputados durante la XIII legislatura y la XIV legislatura y secretaria de Igualdad en la Comisión Ejecutiva Federal del PSOE.

## Biografía
Se graduó en Derecho por la Universidad de León y cursó el máster en abogacía por la misma universidad. Tras superar la prueba de acceso, obtuvo el título de abogada y se colegió en el Colegio Provincial de Abogados de León (ICAL) en 2017. Estudia Ciencias Jurídicas de la Administración Pública por la UNED.

## Trayectoria
Durante su etapa estudiantil fue secretaria general de FADAE Castilla y León (2010-2014) y miembro de la Comisión Permanente del Consejo Escolar de Castilla y León (2011-2015). Ha trabajado como abogada corporativa en el Grupo Empresarial AST, en León. Desde 2016 pertenece a la ejecutiva de la Asociación de atención a víctimas de violencia de género y agresiones sexuales (ADAVAS).
En 2014 se afilió a la agrupación socialista de Valencia de Don Juan y formó parte de la candidatura para las elecciones municipales de 2015. Desde 2017 es secretaria de Igualdad de la Ejecutiva provincial del PSOE de León. En 2019 ocupó el puesto número dos de la lista del PSOE por la provincia de León al Congreso de los Diputados y tras las elecciones generales del 28 de abril obtuvo un escaño como diputada. En las elecciones generales de noviembre de 2019 volvió a ocupar el segundo puesto de las listas electorales del PSOE por la provincia de León, revalidando su acta de diputada.
El 17 de octubre de 2021 se incorporó a la Comisión Ejecutiva Federal del PSOE como secretaria de Igualdad. En 2022 fue seleccionada para formar parte del Programa European Young Leader.